# Промінь (Романівський район)
Промінь — колишнє село в Романівському районі Житомирської області.
Житомирська обласна рада рішенням від 14 жовтня 2004 року у Романівському районі виключила з облікових даних село Промінь Малокозарської сільради.